# Montoku
Montoku (文徳天皇; agosto 827 – 7 ottobre 858) è stato il 55º imperatore del Giappone.

## Biografia
L'Imperatore Montoku regnò dall'850 all'858 e gli succedette il figlio Seiwa.
Fu il primo figlio dell'imperatore Ninmyō. Ebbe sei consorti e 29 figli riconosciuti.